# Predöhlsau
Predöhlsau ist ein Ortsteil der Stadt Dannenberg (Elbe) in der Samtgemeinde Elbtalaue im Landkreis Lüchow-Dannenberg in Niedersachsen. 
Das Dorf liegt 1,5 km nordwestlich vom Kernbereich von Dannenberg. Nördlich, 2 km entfernt, fließt die Elbe.
Das Rundlingsdorf liegt an der Deutschen Storchenstraße.

## Geschichte
1888 hatte das Dorf mit dem verheerendsten Hochwasser zu kämpfen, das dort jemals auftrat. Überbleibsel davon sind immer noch sichtbar, etwa in Form mehrerer Bracks.
Der Ort hieß bis 16. März 1936 Predöhl.
Am 1. Juli 1972 wurde Predöhlsau in die Stadt Dannenberg (Elbe) eingegliedert.